# Крест Яна Красицкого
Знак отличия «Крест Янека Красицкого» (пол. Odznaka im. Janka Krasickiego  ) — высшая награда Союза социалистической молодёжи Польской Народной Республики и Союза социалистической польской молодёжи.

## История
Крест имени Янека Красицкого учреждён Решением Центрального Комитета Союза социалистической молодёжи ПНР в декабре 1957 года.
Предназначался для награждения членов ССМ за активное участие и инициативу в общественной работе, высокие показатели в профессиональной деятельности и творческое отношение к труду, активное участие в работе по рационализации и изобретательству, повышение эффективности общественного производства, высокие достижения в спорте.
С момента учреждения эта награда присуждалась Центральным Комитетом Союза социалистической молодёжи (Związek Młodzieży Socjalistycznej), с 1973 года – Общим Советом Федерации социалистических союзов польской молодёжи (Federacja Socjalistycznych Związków Młodzieży Polskiej), с 1981 года – Общим Правлением Союза социалистической польской молодёжи (Związek Socjalistycznej Młodzieży Polskiej).

## Статут
Крест Яна Красицкого учреждён в трёх классах (степенях):
- золотая
- серебряная
- бронзовая

В каждом классе присуждался только один раз.

### Описание знака
Золотой знак имеет вид слегка выпуклого с лицевой стороны равностороннего стилизованного креста с расширяющимися от центра плечами.
С лицевой стороны плечи креста покрыты эмалью красного цвета, сквозь которую просматривается их рельефная поверхность.
В центре креста, в круге, окантованном пояском, покрытом эмалью белого цвета, помещён рельефный портрет Янека Красицкого.
Элементы креста, не покрытые эмалью, позолоченные. Оборотная сторона креста гладкая, позолоченная, надписей и изображений не имеет.

В верхней части креста имеется ушко с кольцом, с помощью которого он соединяется с лентой. С лицевой стороны кольцо украшено орнаментом.

Элементы Серебряного Креста, не покрытые эмалью, посеребрённые. Бронзовый Крест изготавливался из бронзы.

### Лента
Лента бронзового креста шёлковая, муаровая, тёмно-вишнёвого цвета с продольной бело-красной полосой посередине. Ширина ленты 30 мм, ширина бело-красной полосы 5 мм.

На ленте серебряного креста слева и справа от бело-красной полосы расположены по 3 узких полоски серебристого цвета.

На ленте золотого креста слева и справа от бело-красной полосы расположены по 3 узких полоски золотистого цвета.